# 利库尔
利库尔（法語：Licourt，法語發音：[likuʁ]）是法国上法蘭西大區索姆省的一个市镇，属于佩罗讷区。

## 地理
利库尔（49°49'29"N, 2°53'40"E）面积6.93 平方千米，位于法国上法蘭西大區索姆省，该省份为法国北部沿海省份，北起加来海峡省和北部省，西接滨海塞纳省和大西洋英吉利海峡，南至瓦兹省，东临埃纳省。
与利库尔接壤的市镇（或旧市镇、城区）包括：锡藏库尔、埃佩南库尔、莫尔尚、波特、圣克里斯特-布里约斯特、马尔谢勒波-米斯里、伊佩库尔。

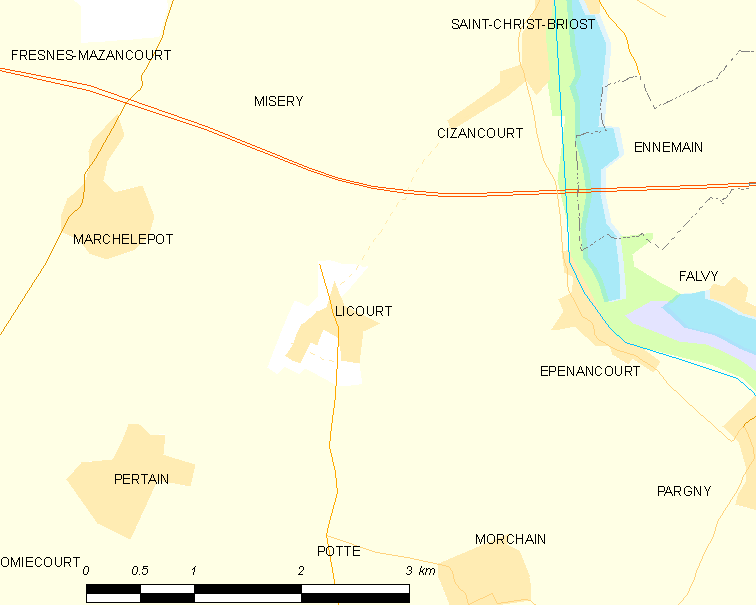
利库尔的OSM定位图

利库尔的时区为UTC+01:00、UTC+02:00（夏令时）。

## 行政
利库尔的邮政编码为80320，INSEE市镇编码为80474。

## 政治
利库尔所属的省级选区为阿姆县。

## 人口

1962-2008年间利库尔人口变化图示

利库尔于2022年1月1日时的人口数量为397人。